# Hugh Richardson
Hugh Richardson (St Andrews, 12 december 1905 - aldaar, 3 december 2000) was een Brits diplomaat en tibetoloog.

## Levensloop
Hugh Richardson studeerde klassieke talen aan het Keble College dat deel uitmaakte van de Universiteit van Oxford. Nadat hij zijn studie afrondde, ging hij aan het werk als leraar op zijn oude school in Glenalmond.
Vanaf 1930 besloot hij net als zijn grootvader aan het werk te gaan voor de Indiase overheidsdienst. Tussen 1932 en 1934, tijdens zijn aanstelling als Sub-Divisional Officer in Bengalen, ontwikkelde hij zijn interesse voor Tibet en begon hij Tibetaans te leren.

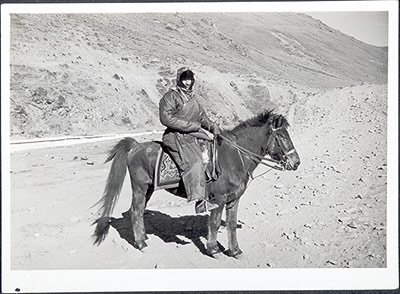
Richardson in ca. 1940-41

In 1936 reisde hij mee met het gezantschap van Basil Gould naar de Tibetaanse hoofdstad Lhasa. Hier werd hij tot 1940 aangesteld als officieel vertegenwoordiger voor de Britse regering. Met een onderbreking van meerdere jaren werd hij dat opnieuw in 1946. Na de onafhankelijkheid vertegenwoordigde hij aansluitend India in Lhasa van 1947 tot 1950.
Richardson keerde vervolgens terug naar St Andrews in Schotland, trouwde met Huldah Rennie en begon een tweede carrière als schrijver en tibetoloog.
Na zijn terugkeer was hij een groot pleitbezorger voor de Tibetaanse kwestie. Zo begeleidde hij een Tibetaanse delegatie in 1950 naar New York om zich bij de Verenigde Naties hard te maken tegen de invasie van Tibet door het Chinese Volksbevrijdingsleger en de op handen staande bezetting.
Richardson schreef een groot aantal boeken over Tibet en de Chinese bezetting. Hij concentreerde zich in zijn wetenschappelijk werk op de geschiedenis van het Tibetaanse rijk, in het bijzonder op de epigrafie. Hij sprak nagenoeg vloeiend Bengaals en Tibetaans. Hij gaf lezingen aan meerdere universiteiten over de geschiedenis van Tibet en het Tibetaans.
Samen met David Snellgrove richtte hij het Institute of Tibetan Studies op in het Engelse Tring. In 1959 speelde hij een belangrijke rol in de oprichting van de Tibet Society of the UK.
In 2000 overleed hij na een langdurige ziekte.

## Ontvangst
In 1944 werd hij onderscheiden als Officier in de Orde van het Britse Rijk en in 1947 werd hij benoemd tot Lid in de Orde van het Indische Keizerrijk.
In 1981 werd hij honorary fellow aan het Keble College in Oxford en in 1986 eveneens van de British Academy. In 1985 werd hij door de universiteit van St Andrews geëerd met een eredoctoraat.
Het jaar voor zijn dood werd hij door de International Campaign for Tibet onderscheiden met een Light of Truth Award.
In het boek History as Propaganda uit 2004 beschrijft van John Powers Richardson als een propagandist voor de Tibetaanse zaak. Hij zou zich in het debat over de status van Tibet vooral kritisch hebben uitgelaten over communistisch China en een niet-kritische houding hebben aangenomen tegenover Tibet.